# Аријска раса
Аријска раса је застарјели историјски концепт расе који се појавио крајем 19. вијека за описивање људи индоевропског насљеђа као расне групе. Теорија је нашироко одбачена и оповргнута, јер не постоје антрополошки, историјски или археолошки докази.
Концепт произилази из идеје да изворни говорници индоевропских језика и њихови потомци до данас чине посебну расу или подрасу кавкаске расе.

## Етимологија
Израз Аријац се уопштено користи да опише коријен праиндоевропске ријечи *арја који је био етноним који су условили Индоиранци за описивање Аријаца. Когнат те ријечи је санксртска ријеч арја (деванагари: आर्य), по поријеклу етничка самоознака, која на класичном санскриту значи „частан, угледан, племенит.” Староперсијски когнат је арија- (староперсијски клинопис: 𐎠𐎼𐎡𐎹) предак је савременог назива Ирана и етноним за ирански народ.
Израз индоаријски се још увијек уобичајено користи за описивање индијског дијела индоиранских језика, односне језичке породице коју чине санскрт и саврмени језици ка што су хинди-урду, бенгалски, непалски, панџаби, гуџарати, ромски, кашмирски, синхалски и маратхи.

## Историја
У 18. вијеку, најстарији познати индоевропски језици били су они које су говорили древни Индоиранци. Ријеч Аријац је према томе означавала не само Индоиранце, него и првобитне говорнике индоевропског у цјелини, укључујући Римљане, Грке и Германе. Убрзо је схваћено да и Балти, Келти и Словени такође припадају овој скупини. Тврдило се да сви ови језици потичу из заједничког коријена — сада познатог као праиндоевропски — којим су говорили древни народи за које се сматрало да су преци европски, иранских и индоаријских народа.
У контексту физичке антропологије и научног расизма из 19. вијека, израз „аријска раса” је погрешно примјењен на све народе који потичу од Праиндоевропљана — подскупине европеидне или „кавкаске” расе, поред Индоиранаца (за које се зна да су једини народ који су израз користили као ендоним у античко доба). Сматрало се да ова употреба укључује већину савремених становника Аустралазије, Кавказа, средње Азије, Европе, Америке, Сибира, јужне Азије, јужне Африке и западне Азије. Такве тврдње су постале све чешће током раног 19. вијека, када се вјеровало да Аријци потичу из југозападних европазијских степа (данашња Русија и Украјина).
Фридрих Макс Милер се често идентификује као први писац који је поменуо „аријску расу” на енглеском. У својој Lectures on the Science of Language (1861), Милер је Аријце означио као „расу људи.” У то вријеме, израз раса је имао значење „скупина племена или народа, етничка скупина.” Касније је повремено користио израз „аријска раса”, али 1888. је написао да је „етнолог који говори о аријској раси, аријској крви, аријским очима и коси, велики грешник као и лингвиста који говори о долихокефалном рјечнику или брахикефалној граматици.”
Док је теорија „аријске расе” остала популарна, нарочито у Њемачкој, поједини аутори су јој се противили, нарочито Ото Шрадер, Рудолф фон Јеринг и етнолог Робер Харман, који су предложили да се појам „Аријац” забрани у антропологији.
Милеров концепт Аријаца је касније конструисан тако да имплицира биолошки различиту подскупину човјечанства, од стране писаца као што је Артур де Гобино, који је тврдио да Аријци представљају супериорну грану човјечанства. Милер се противио мијешању лингвистике и антропологије. „Ове двије науке, наука о језику и наука о човјеку, не могу се, бар за сада, држати превише одвијено; […] Морам да поновим, оно што сам много пута раније рекао, било би као погрешно говорити о аријској крви као долихокефалној граматици.” Своје противљење овом методу поновио је 1888. у свом есеју Biographies of words and the home of the Aryas.